# ダークオレンジ
ダークオレンジ（Dark orange）とは、セーフティーオレンジやオレンジピールに近い色で純色の一種。

## 近似色
- セーフティーオレンジ
- オレンジピール (色)